# Huayrapata (distrito)
Huayrapata é um distrito do Peru, departamento de Puno, localizada na província de Moho.

## Transporte
O distrito de Huayrapata é servido pela seguinte rodovia:
- PU-110, que liga a cidade de Vilque Chico ao distrito de Moho [1][2][3]